# 麦克·福克斯
麦克·福克斯（德語：Michael Fuchs，1982年4月22日—），德国男子羽毛球運動員，擅長雙打項目。

## 簡歷
麦克·福克斯自9歲開始接觸羽毛球運動；在1991年至2000年間，他都在马克特海登费尔德的俱樂部「TV Marktheidenfeld」打球，其後又加入過「SV Fortuna Regensburg」和「VfB Friedrichshafen」兩家俱樂部。到2003年，福克斯加入薩爾布呂肯的俱樂部「1. BC Saarbrücken-Bischmisheim」，並效力至今；其後，他更成為了德國國家羽毛球隊的主力成員。
2009年10月，麦克·福克斯與英格·金德沃克合作出戰荷蘭大獎賽，首次打進大獎賽的男雙決賽。他們的對手同是來自德國的組合，因而創下了首次由德國選手包攬大獎賽雙打決賽席位的紀錄。最後，他們以0比2（15-21、16-21）落敗，僅得亞軍。
2010年7月，麦克·福克斯跟比尔吉德·奥维泽尔（现名：比尔吉德·迈克斯）合作參加美國黃金大獎賽混合雙打比賽，在決賽中以2比0（21-19、21-14）擊敗中華台北的李勝木/簡毓瑾，贏得冠軍，這亦是首對德國組合在黃金大獎賽贏得冠軍。同年12月，福克斯和奥维泽尔的組合的世界排名首次躋身前10位。
2012年7月，麦克·福克斯與比尔吉德·迈克斯合作，代表德國出戰於英國倫敦舉行的奥林匹克运动会羽毛球比賽混合雙打項目，在小組賽首仗雖然不敵頭號種子、中國的张楠/赵芸蕾，但在其後兩場先後以2比1力克英國的克里斯·爱德考克 / 伊莫金·班克尔和俄羅斯的亚历山大·尼科拉恩科 / 瓦莱里亚·索罗金娜，以小組第二名的成績晉級八強。及後，他們於八強賽對戰大會三號種子、印尼組合通托维·艾哈迈德 / 利利亚纳·纳西尔，最終以0比2（15-21、9-21）敗陣，於八強賽止步，但已創下德國隊歷來最佳的成績。
2013年8月，麦克·福克斯參加中國廣州舉行的世界羽毛球錦標賽，與比尔吉德·迈克斯以12號種子身分出戰混合雙打項目，他們在首圈輪空，但在第二圈就以1比2（21-13、14-21、18-21）不敵俄羅斯的维塔利·杜尔金/尼娜·维斯洛娃出局。
2015年8月，麦克·福克斯參加印尼雅加達舉行的世界羽毛球錦標賽，與约翰尼斯·斯科特勒合作出戰男子雙打項目，他們在首圈以2-0擊敗荷蘭組合晉級，但在第二圈就以0比2（13-21、8-21）不敵5號種子、中國的傅海峰/张楠出局。

### 2016年 里约奥运未出线
2016年8月， 麦克·福克斯代表德国出戰巴西里約熱內盧舉行的奥林匹克运动会羽毛球比賽混合双打項目，與比尔吉德·迈克斯以12號種子身分出戰。在小組賽階段中，连续三场落败于印尼的普拉文·乔丹/戴比·苏珊托、中国的张楠/赵芸蕾和中國香港的李晉熙/周凱華，最终未能以小组资格出线。

## 主要比賽成績

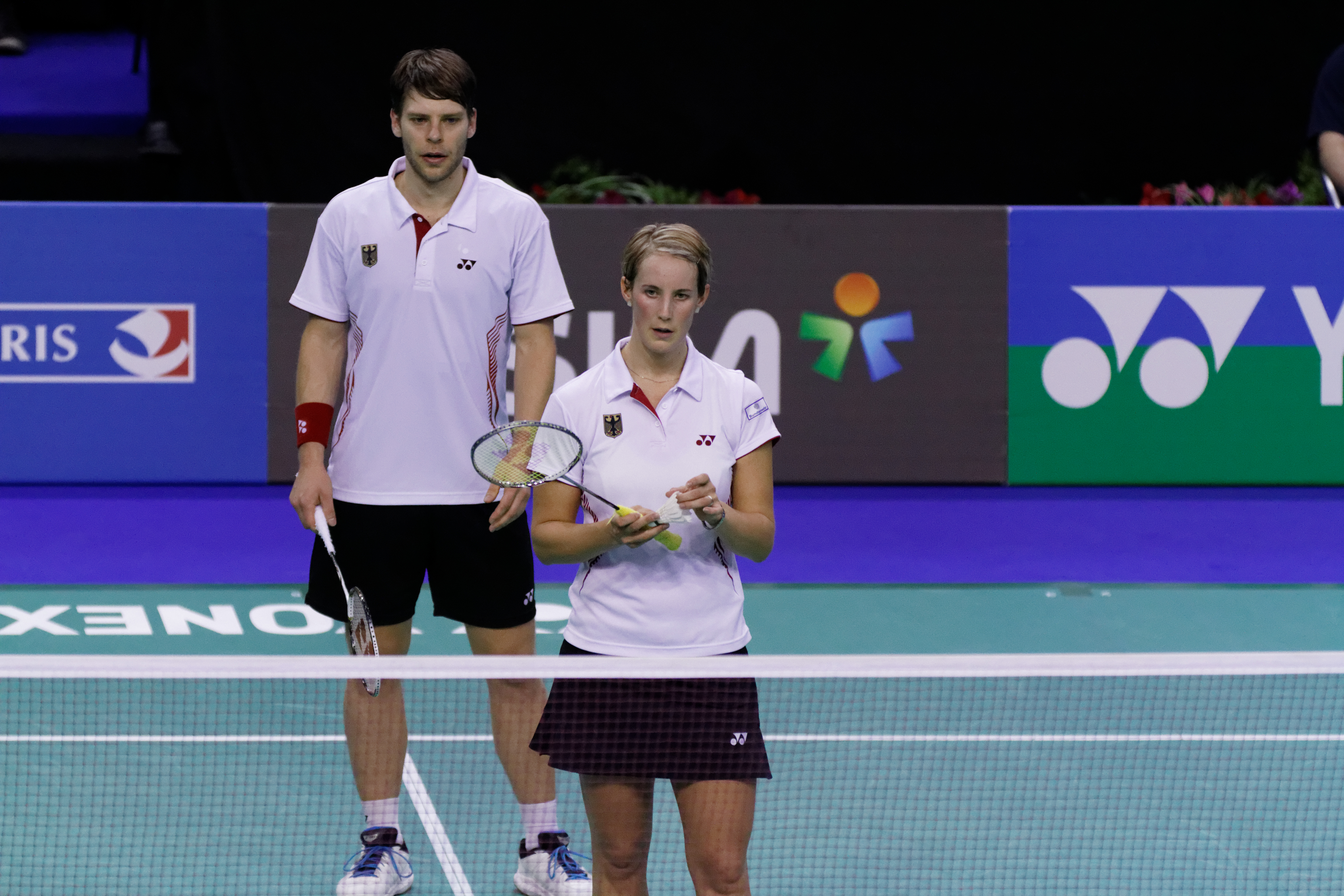
麦克·福克斯與混雙搭檔比尔吉德·迈克斯

只列出曾進入準決賽的國際賽事成績：
| 年份   | 賽事                     | 公開賽級別 | 項目     | 拍檔              | 成績   |
| ------ | ------------------------ | ---------- | -------- | ----------------- | ------ |
| 2008年 | 荷蘭羽毛球大獎賽         | 大獎賽     | 男子雙打 | 英格·金德沃克     | 準決賽 |
| 2008年 | 蘇格蘭羽毛球國際賽       | 國際挑戰賽 | 混合雙打 | Annekatrin Lillie | 冠軍   |
| 2009年 | 芬蘭羽毛球公開賽         | 國際挑戰賽 | 男子雙打 | 英格·金德沃克     | 準決賽 |
| 2009年 | 荷蘭羽毛球國際賽         | 國際挑戰賽 | 混合雙打 | Annekatrin Lillie | 準決賽 |
| 2009年 | 碧特博格羽毛球大獎賽     | 大獎賽     | 混合雙打 | Annekatrin Lillie | 準決賽 |
| 2009年 | 荷蘭羽毛球大獎賽         | 大獎賽     | 男子雙打 | 英格·金德沃克     | 亞軍   |
| 2010年 | 歐洲羽毛球錦標賽         | 其他       | 男子雙打 | 英格·金德沃克     | 準決賽 |
| 2010年 | 美國羽毛球黃金大獎賽     | 黃金大獎賽 | 女子雙打 | 比尔吉德·奥维泽尔 | 冠軍   |
| 2010年 | 碧特博格羽毛球黃金大獎賽 | 黃金大獎賽 | 女子雙打 | 比尔吉德·奥维泽尔 | 亞軍   |
| 2010年 | 比利時羽毛球國際賽       | 國際挑戰賽 | 男子雙打 | 奥利弗·罗斯       | 亞軍   |
| 2010年 | 比利時羽毛球國際賽       | 國際挑戰賽 | 混合雙打 | 比尔吉德·奥维泽尔 | 冠軍   |
| 2010年 | 法國羽毛球超級賽         | 超級賽     | 混合雙打 | 比尔吉德·奥维泽尔 | 亞軍   |
| 2010年 | 挪威羽毛球國際賽         | 國際挑戰賽 | 混合雙打 | 比尔吉德·奥维泽尔 | 冠軍   |
| 2011年 | 全英羽毛球首要超級賽     | 首要超級賽 | 混合雙打 | 比尔吉德·迈克斯   | 準決賽 |
| 2011年 | 加拿大羽毛球大獎賽       | 大獎賽     | 混合雙打 | 比尔吉德·迈克斯   | 冠軍   |
| 2011年 | 哈爾科夫羽毛球國際賽     | 國際挑戰賽 | 混合雙打 | 比尔吉德·迈克斯   | 冠軍   |
| 2011年 | 日本羽毛球超級賽         | 超級賽     | 混合雙打 | 比尔吉德·迈克斯   | 準決賽 |
| 2011年 | 荷蘭羽毛球大獎賽         | 大獎賽     | 混合雙打 | 比尔吉德·迈克斯   | 準決賽 |
| 2011年 | 意大利羽毛球國際賽       | 國際挑戰賽 | 男子雙打 | 奥利弗·罗斯       | 準決賽 |
| 2012年 | 歐洲羽毛球錦標賽         | 其他       | 男子雙打 | 奥利弗·罗斯       | 亞軍   |
| 2012年 | 保加利亞羽毛球國際賽     | 國際挑戰賽 | 混合雙打 | 比尔吉德·迈克斯   | 冠軍   |
| 2012年 | 碧特博格羽毛球黃金大獎賽 | 黃金大獎賽 | 混合雙打 | 比尔吉德·迈克斯   | 準決賽 |
| 2012年 | 挪威羽毛球國際賽         | 國際挑戰賽 | 男子雙打 | 奥利弗·罗斯       | 準決賽 |
| 2012年 | 挪威羽毛球國際賽         | 國際挑戰賽 | 混合雙打 | 比尔吉德·迈克斯   | 亞軍   |
| 2013年 | 歐洲羽毛球混合團體錦標賽 | 其他       | 混合團體 | －                | 冠軍   |
| 2013年 | 瑞士羽毛球黃金大獎賽     | 黃金大獎賽 | 混合雙打 | 比尔吉德·迈克斯   | 準決賽 |
| 2013年 | 荷蘭羽毛球國際賽         | 國際挑戰賽 | 混合雙打 | 比尔吉德·迈克斯   | 冠軍   |
| 2013年 | 倫敦羽毛球黃金大獎賽     | 黃金大獎賽 | 混合雙打 | 比尔吉德·迈克斯   | 冠軍   |
| 2013年 | 碧特博格羽毛球黃金大獎賽 | 黃金大獎賽 | 混合雙打 | 比尔吉德·迈克斯   | 冠軍   |
| 2014年 | 歐洲男子羽毛球團體錦標賽 | 其他       | 男子團體 | －                | 季軍   |
| 2014年 | 日本羽毛球超級賽         | 超級賽     | 混合雙打 | 比尔吉德·迈克斯   | 亞軍   |
| 2014年 | 澳洲羽毛球超級賽         | 超級賽     | 混合雙打 | 比尔吉德·迈克斯   | 亞軍   |
| 2014年 | 碧特博格羽毛球黃金大獎賽 | 黃金大獎賽 | 男子雙打 | 约翰尼斯·斯科特勒 | 準決賽 |
| 2014年 | 碧特博格羽毛球黃金大獎賽 | 黃金大獎賽 | 混合雙打 | 比尔吉德·迈克斯   | 準決賽 |
| 2014年 | 意大利羽毛球國際賽       | 國際挑戰賽 | 男子雙打 | 约翰尼斯·斯科特勒 | 亞軍   |
| 2014年 | 哥本哈根羽毛球大師賽     | 其他       | 混合雙打 | 比尔吉德·迈克斯   | 準決賽 |
| 2015年 | 美國羽毛球黃金大獎賽     | 黃金大獎賽 | 混合雙打 | 比尔吉德·迈克斯   | 準決賽 |
| 2015年 | 加拿大羽毛球大獎賽       | 大獎賽     | 混合雙打 | 比尔吉德·迈克斯   | 準決賽 |
| 2015年 | 危地馬拉羽毛球國際賽     | 國際挑戰賽 | 男子雙打 | 约翰尼斯·斯科特勒 | 冠軍   |
| 2015年 | 危地馬拉羽毛球國際賽     | 國際挑戰賽 | 混合雙打 | 比尔吉德·迈克斯   | 冠軍   |
| 2015年 | 比利時羽毛球國際賽       | 國際挑戰賽 | 混合雙打 | 比尔吉德·迈克斯   | 準決賽 |
| 2015年 | 布拉格羽毛球公開賽       | 國際挑戰賽 | 混合雙打 | 比尔吉德·迈克斯   | 亞軍   |
| 2015年 | 巴林羽毛球國際挑戰賽     | 國際挑戰賽 | 男子雙打 | 约翰尼斯·斯科特勒 | 準決賽 |
| 2015年 | 蘇格蘭羽毛球大獎賽       | 大獎賽     | 男子雙打 | 约翰尼斯·斯科特勒 | 冠軍   |
| 2015年 | 巴西羽毛球大獎賽         | 大獎賽     | 男子雙打 | 约翰尼斯·斯科特勒 | 準決賽 |
| 2015年 | 美國羽毛球國際賽         | 國際挑戰賽 | 男子雙打 | 约翰尼斯·斯科特勒 | 亞軍   |
| 2015年 | 美國羽毛球國際賽         | 國際挑戰賽 | 混合雙打 | 比尔吉德·迈克斯   | 冠軍   |
| 2015年 | 美國羽毛球大獎賽         | 大獎賽     | 混合雙打 | 比尔吉德·迈克斯   | 亞軍   |
| 2016年 | 歐洲男子羽毛球團體錦標賽 | 其他       | 男子團體 | －                | 季軍   |
| 2016年 | 奧地利羽毛球公開賽       | 國際挑戰賽 | 男子雙打 | 约翰尼斯·斯科特勒 | 準決賽 |
| 2016年 | 白夜羽毛球賽             | 國際挑戰賽 | 混合雙打 | 比尔吉德·迈克斯   | 冠軍   |
| 2016年 | 巴西羽毛球大獎賽         | 大獎賽     | 男子雙打 | 法比安·霍尔茨     | 冠軍   |
| 2016年 | 巴西羽毛球大獎賽         | 大獎賽     | 混合雙打 | 伊娃·詹森斯       | 準決賽 |
| 2016年 | 瑞士羽毛球國際賽         | 國際系列賽 | 男子雙打 | 奥利弗·沙勒       | 準決賽 |
| 2016年 | 碧特博格羽毛球黃金大獎賽 | 黃金大獎賽 | 男子雙打 | 约翰尼斯·斯科特勒 | 亞軍   |

| 2007-2017年 | 首要超級賽 | 超級賽 | 黃金大獎賽 | 大獎賽 | 國際挑戰賽 | 國際系列賽 | 未來系列賽 | 其他 |

| 2018-2026年 | 總決賽 | 超級1000賽 | 超級750賽 | 超級500賽 | 超級300賽 | 超級100賽 | 國際挑戰賽 | 國際系列賽 | 未來系列賽 | 其他 |

### 奧運會和世錦賽參賽紀錄
|          | 搭檔              | 2006 | 2007 | 2008 | 2009 | 2010 | 2011 | 2012 | 2013 | 2014 | 2015 | 2016       |
| -------- | ----------------- | ---- | ---- | ---- | ---- | ---- | ---- | ---- | ---- | ---- | ---- | ---------- |
| 男子雙打 | Roman Spitko      | 16強 | 32強 | －   | －   | －   | －   | －   | －   | －   | －   | －         |
| 男子雙打 | 英格·金德沃克     | －   | －   | －   | 32強 | 48強 | －   | －   | －   | －   | －   | －         |
| 男子雙打 | 奥利弗·罗斯       | －   | －   | －   | －   | －   | 48強 | －   | －   | －   | －   | －         |
| 男子雙打 | 约翰尼斯·斯科特勒 | －   | －   | －   | －   | －   | －   | －   | －   | 16強 | 32強 | 小組第三名 |
|          |                   |      |      |      |      |      |      |      |      |      |      |            |
| 混合雙打 | 比尔吉德·迈克斯   | －   | －   | －   | －   | －   | 16強 | 8強  | 32強 | 16強 | 16強 | 小組第四名 |